# Misa de Gallo

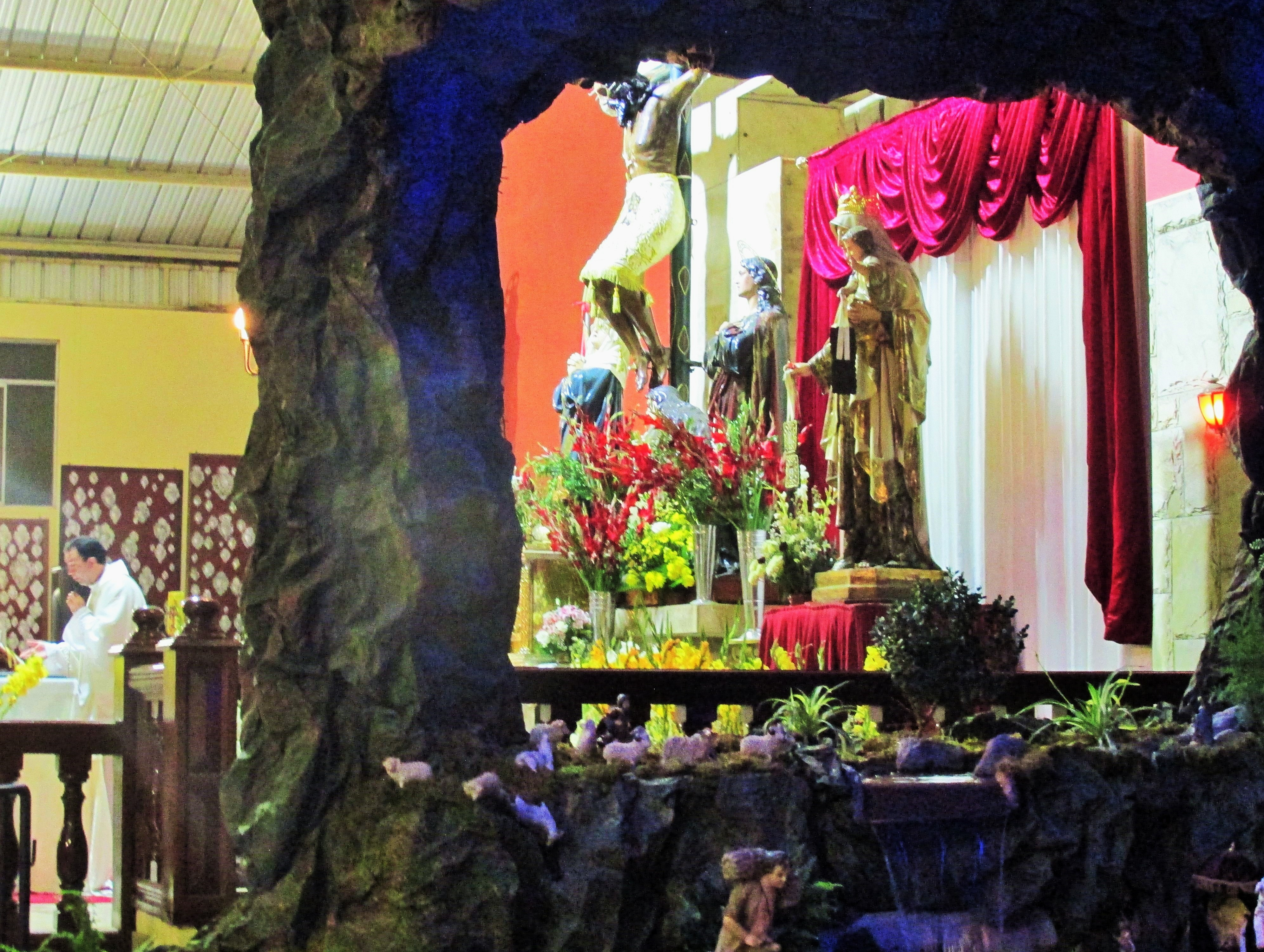
Altare decorato in occasione di una Misa de Gallo.

La Misa de Gallo  ("Messa del gallo" in lingua spagnola) è la messa di mezzanotte celebrata in molte ex-colonie spagnole, a conclusione della novena  che dura dal 16 al 24 dicembre, nella Nochebuena in cui si ricorda la nascita di Gesù Cristo.

## Storia
La tradizione della messa di mezzanotte alla vigilia di Natale è stata descritta per la prima volta da Egeria, una scrittrice romana che andò in Terra santa in pellegrinaggio intorno al 381 d.C. e qui assistette alla liturgia in onore della nascita di Gesù celebrata durante la notte dai cristiani di Gerusalemme. Papa Sisto III (V secolo d.C.), ispirato da questa veglia notturna, introdusse a Roma l'usanza di celebrare una veglia a Natale, a mezzanotte, "al seguito del canto del gallo", in un piccolo oratorio, detto ad praesepe ("davanti alla mangiatoia"), situato dietro l'altare maggiore della Basilica di Santa Maria Maggiore. Questa tradizione si diffuse progressivamente nell'Occidente latino e la messa che si celebrava in questa notte assunse nella Penisola iberica il nome di Misa de Gallo. Nel 1587, Diego de Soria, allora parroco della chiesa di San Agustín di Acolman in Messico, fece una petizione a papa Sisto V per consentire che la messa si tenesse all'aperto perché la chiesa non poteva accogliere i numerosi partecipanti alla celebrazione serale.

## Tradizioni locali
In Spagna, i cattolici iniziano la celebrazione della notte di Natale accendendo lampade a olio in ogni casa, quindi si recano in chiesa per partecipare alla messa di mezzanotte.
In alcune zone viene celebrata anche una messa al tramonto del 24 dicembre, dedicata in modo speciale alle famiglie giovani con figli piccoli ma comunque aperta a tutti coloro che vogliano parteciparvi: in Catalogna viene chiamata missa del pollet ("messa del pulcino").
Negli altri Paesi di lingua spagnola, la tradizione della Misa de Gallo è ancora osservata oggi, soprattutto in America Latina (per esempio in Bolivia, Venezuela e Porto Rico), dove c'è il maggior numero di cattolici al mondo. Anche nelle Filippine si celebra una Veglia natalizia simile a quella spagnola, forse per influsso della colonizzazione del territorio da parte degli spagnoli.